# Lizio
Lizio (Gallo Lizio, bretonisch Lizioù) ist eine französische Gemeinde mit 807 Einwohnern (Stand 1. Januar 2022) im Département Morbihan in der Region Bretagne.

## Geografie
Lizio liegt rund 29 Kilometer nordöstlich von Vannes im Osten des Départements Morbihan. Nachbargemeinden sind Saint-Servant im Norden, Val d’Oust im Nordosten, Osten und Südosten, Sérent im Süden, Plumelec im Südwesten sowie Cruguel im Nordwesten.

## Bevölkerungsentwicklung
| Jahr                       | 1962 | 1968 | 1975 | 1982 | 1990 | 1999 | 2006 | 2019 |
| Einwohner                  | 816  | 801  | 766  | 722  | 747  | 737  | 679  | 736  |
| Quellen: Cassini und INSEE |      |      |      |      |      |      |      |      |

## Sehenswürdigkeiten

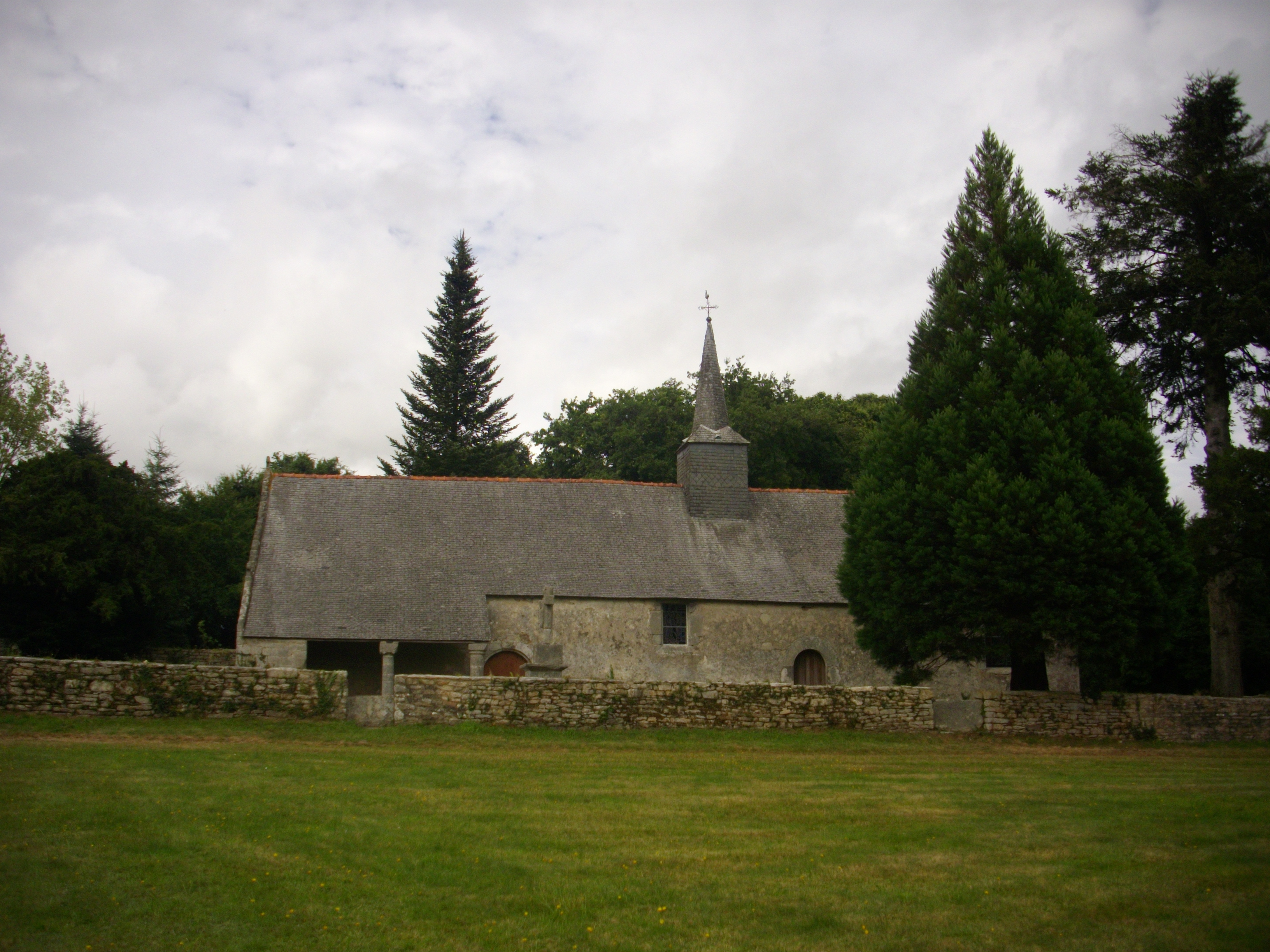
Die Kapelle Sainte-Catherine
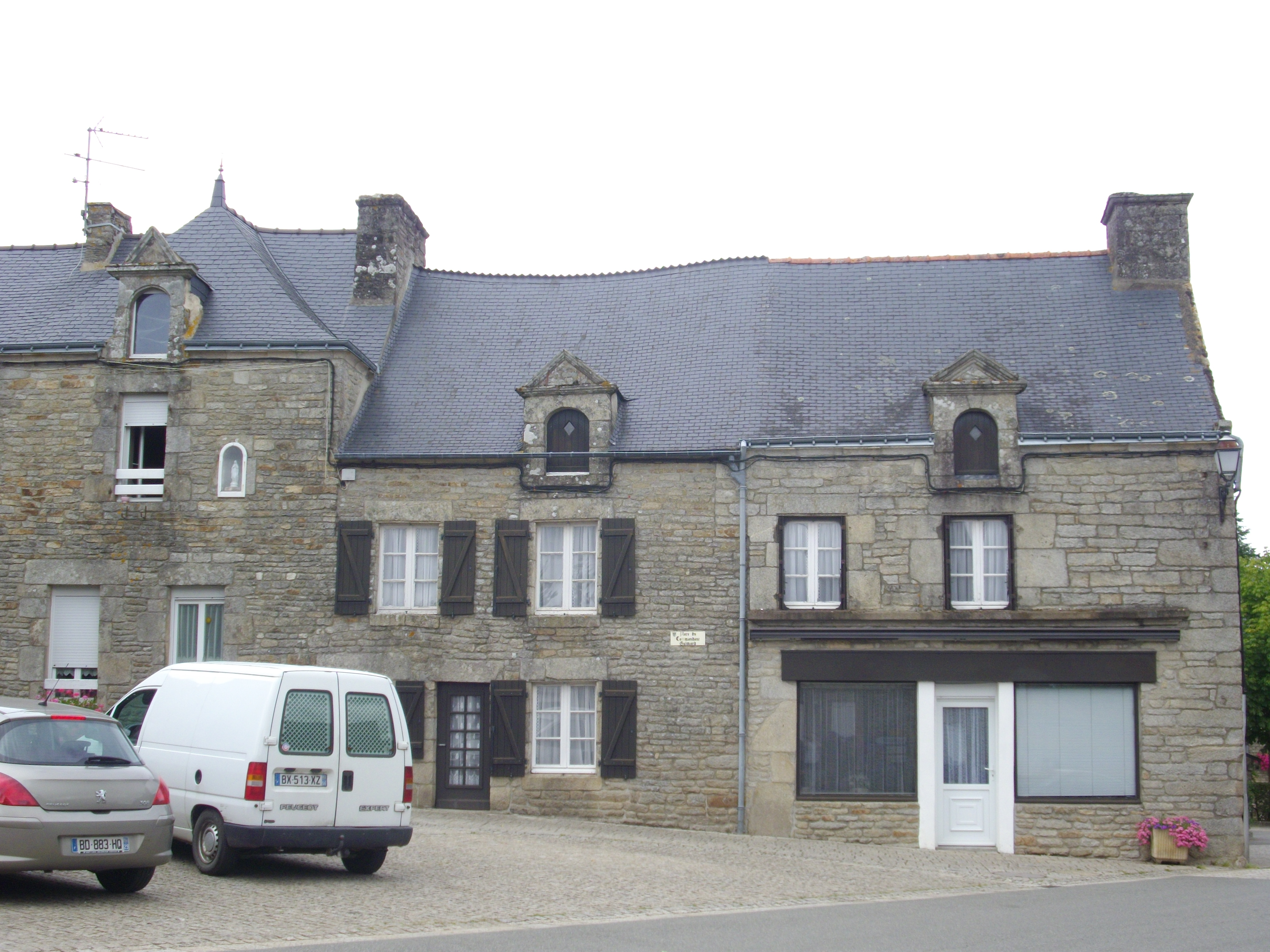
Alte Häuser im Dorfzentrum
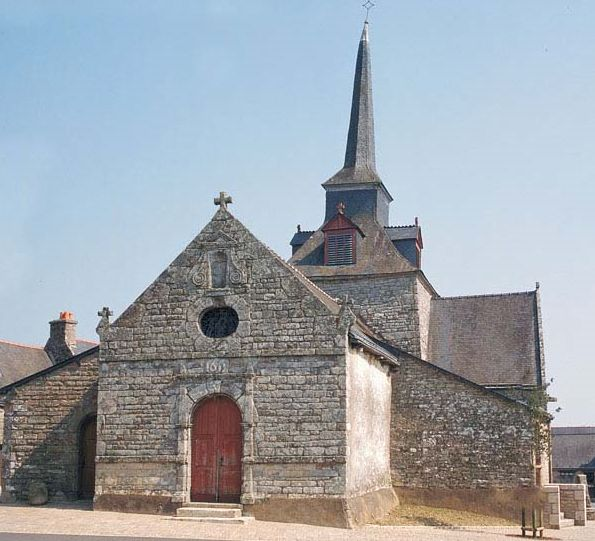
Die Kirche Notre-Dame-du-Lys
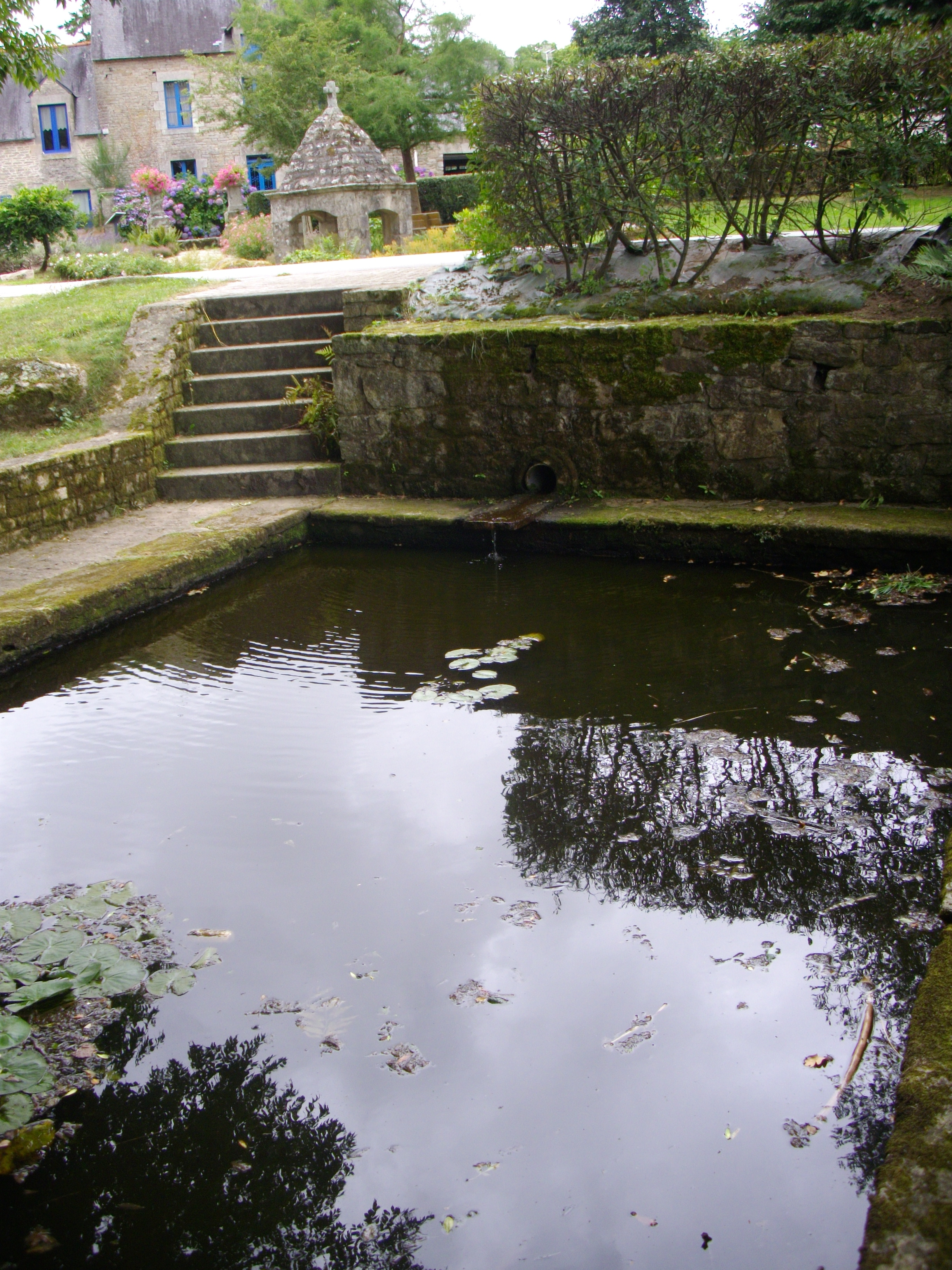
Öffentlicher Waschplatz mit der Quelle Saint-Lubin im Hintergrund